# Macropus rufogriseus
El ualabí de cuello rojo o ualabí de Bennet (Macropus rufogriseus) es una especie de marsupial diprotodonto de la familia Macropodidae de tamaño mediano, que habita en las zonas templadas y fértiles del este de Australia.

## Descripción
Como es uno de los ualabíes más grandes, puede ser fácilmente confundido con un canguro. Los machos pueden pesar más de veinte kilogramos y su cuerpo mide aproximadamente noventa centímetros. Los ualabíes de cuello rojo se distinguen por su nariz y sus patas negras, su labio superior a rayas blancas y negras y su pelaje de tono grisáceo con una cinta roja alrededor de los hombros.
Tiene una longitud cabeza-cuerpo de entre 60 y 70 cm, más otros 60-70 de la cola y pesan de 6,8 a 22 kg, siendo los machos de mayor tamaño y peso que las hembras.
Su fórmula dental es la siguiente: 3/1, 0-1/0, 2/2, 4/4 = 32-34.

## Distribución y hábitat
Estos animales viven en los matorrales costeros y en los bosques de la costa del este de Australia, desde Rockhampton, Queensland hasta el borde sur del país; también viven en Tasmania y en varias de las islas del estrecho de Bass (aunque no está claro cuál de las islas albergan poblaciones que no fueron introducidas). 
En Tasmania, al noroeste de Nueva Gales del Sur y en la costa de Queensland, su número ha crecido durante los últimos treinta años debido a una baja de la caza y por la tala de bosques, que resultó en pastizales en donde los ualabíes pueden alimentarse por la noche, junto con zonas de arbustos en donde pueden refugiarse durante el día. Por razones que no están del todo claras, no habitan Victoria.

## Comportamiento

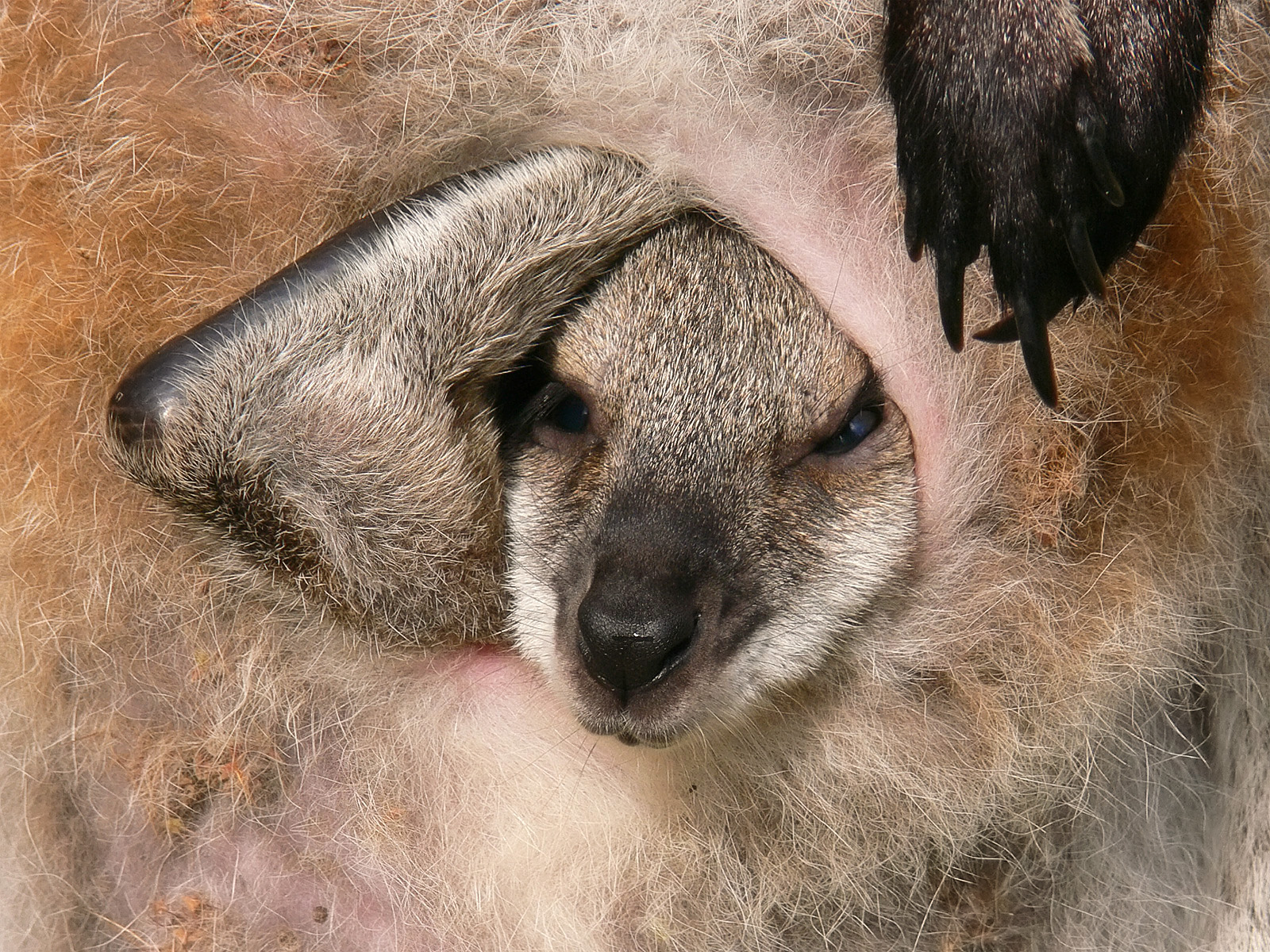
Cría en el marsupio.

Como la mayoría de los macrópodos, el ualabí de cuello rojo es solitario, pese a que algunos grupos comparten las áreas de alimentación. Se alimentan por la noche y, particularmente en los días nublados, durante el atardecer, generalmente pastando sobre césped y hierbas cercanas a los bosques en los que viven.
La época de cría tiene lugar a lo largo del verano. Paren una cría por camada, que permanece en el marsupio unos 280 días y se separa de la madre en torno a un mes después.
La longevidad máxima registrada en cautividad es de 18,6 años.

## Subespecies
Se han descrito las siguientes subespecies:
- Macropus rufogriseus rufogriseus
- Macropus rufogriseus banksianus
- Macropus rufogriseus fruticus

La subespecie de Tasmania, Macropus rufogriseus rufogriseus, también conocida como Ualabí de Bennett es más pequeña, tiene pelaje más largo, y se reproduce a finales del verano, principalmente entre febrero y abril. Se han adaptado a vivir cerca de los humanos y pueden encontrarse pastando en los bordes de las ciudades como Hobart y otras áreas urbanas.
La subespecie Macropus rufogriseus banksianus se reproduce durante todo el año. Sin embargo, mantienen las costumbres de los otros uallabíes: las hembras que quedan preñadas en una época fuera de la normal de reproducción retrasan el nacimiento hasta el verano, el cual puede distar hasta ocho meses. 

## Introducciones

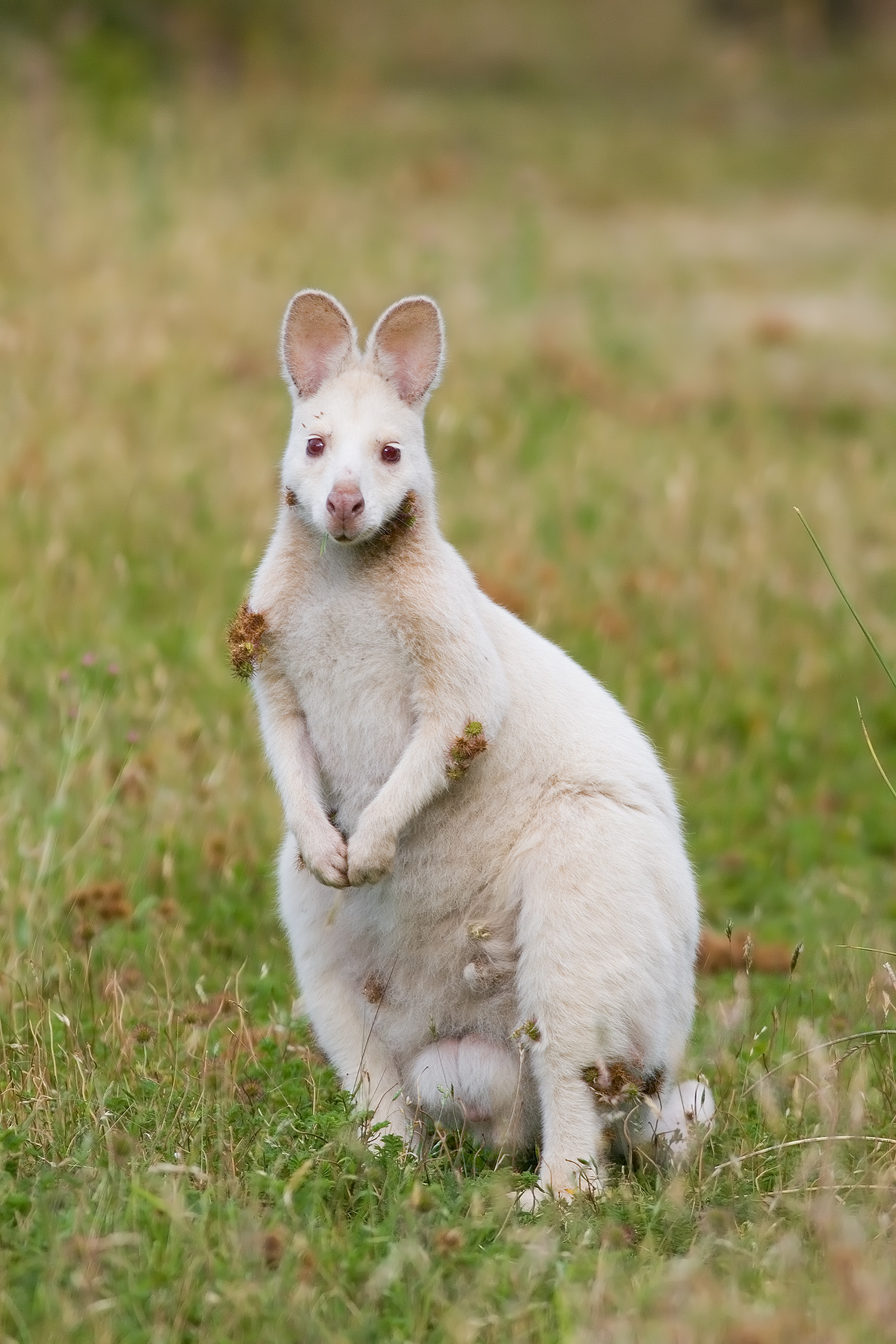
Ualabí de Bennett albino.

Hay una pequeña colonia de ualabíes de cuello rojo en la isla de  Inchconnachan, Loch Lomond en Argyll y Bute, Reino Unido. Fue fundada en 1975 con dos parejas tomadas de un zoológico, la cual creció hasta llegar a los veintiséis individuos en 1993. Hubo colonias más pequeñas en muchas otras zonas del Reino Unido: en Peak District, en Cumbria, y en el bosque Ashdown, en East Sussex. Fueron creadas hacia 1900, y actualmente se cree que están extinguidas, aunque se reportan registros de haber visto a algún ejemplar de esta especie de vez en cuando. 
En Francia, en la parte sur del bosque de Rambouillet, cincuenta kilómetros al oeste de París, existe un grupo salvaje de alrededor de treinta ualabíes de Bennett. Esta población ha estado presente desde la década de 1970, cuando varios individuos escaparon del zoológico de Émancé luego de una tormenta.